# Dienaressen van de Heer en de Maagd van Matará

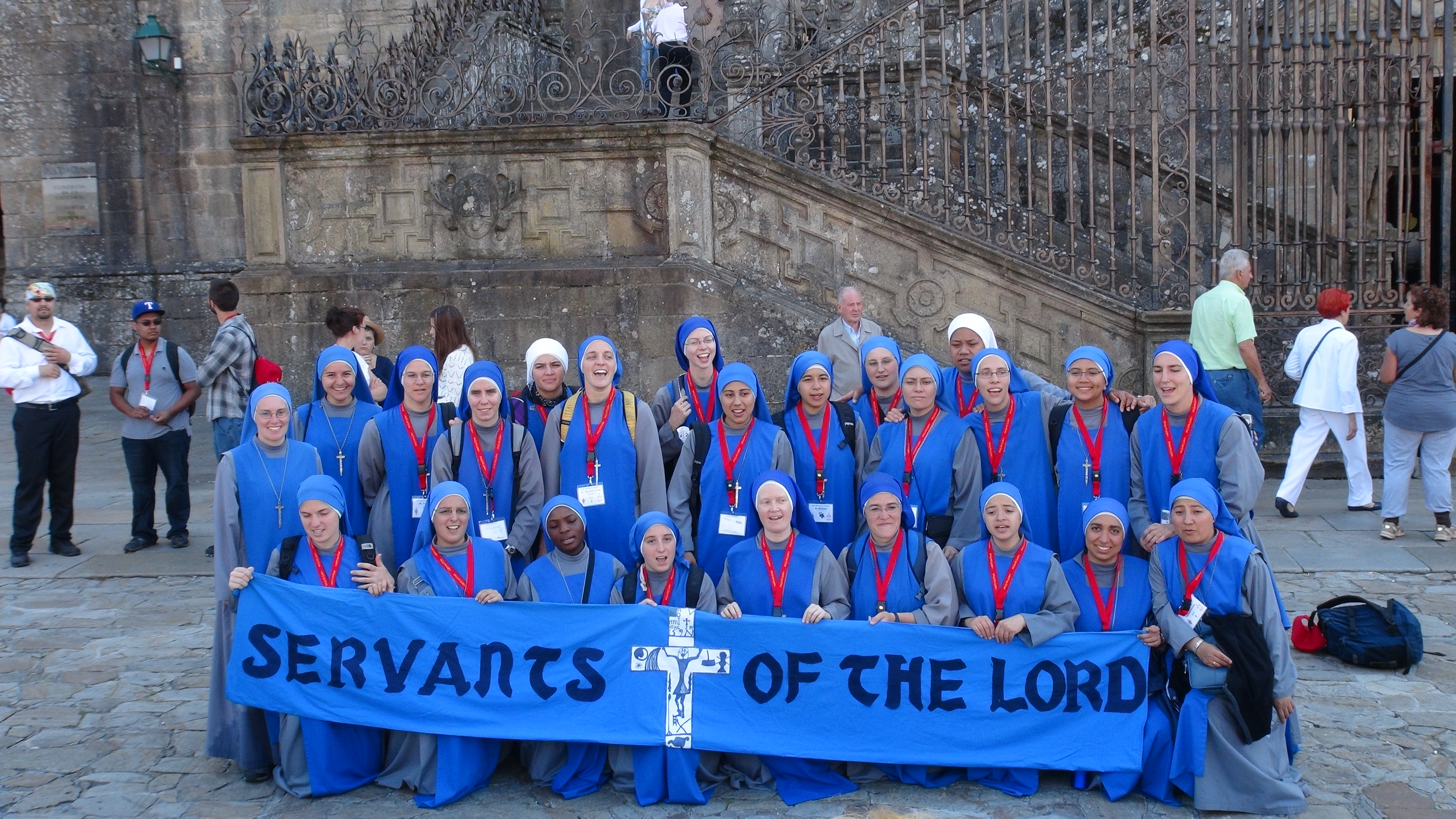
Een groep Blauwe Zusters in Santiago de Compostella

De Dienaressen van de Heer en de Maagd van Matará (Spaans: Servidoras del Señor y de la Virgen de Matará) (SSVM) zijn een rooms-katholieke congregatie. Als tweede orde zijn zij de vrouwelijke tegenhanger van het (mannelijke) Instituut van het Vleesgeworden Woord (IVE), een congregatie die gesticht is op 25 maart 1984 te Argentinië door de priester Carlos Buela. Los hiervan is er ook een lekentak, de Derde orde.
De hier beschreven vrouwelijke tak werd op 19 maart 1988 gesticht. Deze congregatie heeft haar eigen apostolische werken en staat tevens priesters bij in parochies. Bepaalde kloosters van deze congregatie zijn contemplatief van aard en richten zich via het gebed op de ondersteuning van de missies van de overige zusters. Ze dragen een grijs onderkleed en een blauw scapulier en sluier, vandaar dat ze ook wel de Blauwe Zusters worden genoemd, echter niet te verwarren met de congregatie van Missiezusters Dienaressen van de Heilige Geest, gesticht in 1899 door Arnold Janssen, die ook Blauwe Zusters genoemd worden.
De congregatie SSVM is in 26 landen actief en er zijn 1040 zusters ingetreden (stand 2016).
De zusters hebben momenteel diverse huizen over verschillende landen:
- Argentinië, San Rafael: Klooster van de heilige Theresia van de Andes (1991);
- Brazilië, Santo Amaro: Klooster van de heilige Gianna Berretta Mollal (2010);
- Italië:
  - Pontinia: Klooster van de zalige María Gabriella van de eenheid (1996);
  - Velletri: Klooster van de O.L.Vrouw van genade (1999);
- Luxemburg, Luxemburg-Cents: Klooster van de heilige Hildegard van Bingen (2014). In dit klooster zijn zowel de apostolische als contemplatieve tak aanwezig.
- Nederland:
  - Den Haag: Kloostergemeenschap in de Sint-Antonius van Padua- of Boskantkerk aan de Fluwelen Burgwal;[1]
  - Heiloo: heiligdom Onze Lieve Vrouwe ter Nood;
  - Valkenburg: Contemplatief klooster "Ecce Homo" (2007). De zusters werden door de Benedictinessen uitgenodigd om in dit reeds lang bestaande klooster te komen en het te zijner tijd over te nemen.
- Oekraïne, Burshtyn: Klooster van "Santa Sofia" (de heilige Wijsheid) (2009);
- Peru, Arequipa: Klooster van de zalige Elisabeth van de Drie-eenheid (1995);
- Spanje, Valencia: Klooster van de schutspatronen van Europa (2011);
- Verenigde Staten van Amerika, New York, Brooklyn: Klooster van de heilige Edith Stein (1998).

De Nederlandse zuster Arian van Eijk (kloosternaam: Moeder Maria de Anima Christi) was van 1992-2016 generaal-overste van de wereldwijde congregatie. De huidige generaal-overste is de Argentijnse Moeder Maria Corredentora Rodríguez.
Wegens misstanden in de congregaties SSVM en IVE, besloot het Vaticaan in 2024 beide instituten onder curatele te plaatsen. De blauwe zusters mogen drie jaar geen nieuwe leden toelaten.